# 笑福亭松鶴 (7代目)
7代目 笑福亭 松鶴（しょうふくてい しょかく、1952年2月19日 - 1996年9月22日）は、日本の落語家。出囃子は、『独楽』。前名は笑福亭 松葉で、死後7代目松鶴を追贈された。本名∶倉本 雅生。

## 来歴
大阪府大阪市西成区岸里に生まれる。小中学校（在学したのは、港区内の大阪市立波除小学校・大阪市立市岡中学校）を通じて学業成績はよかったが、「これからは手に職をもっている者が勝つ」という父の意向で大阪市立都島工業高等学校に進学する。高校卒業後、キリンビール尼崎工場に入社したが、まもなく落語家になることを決意し、1970年7月11日に6代目笑福亭松鶴に入門した。この弟子入りに際しては、「一番怖そう」という理由で松鶴を選び、弟子入りを認めるかどうかの返信を求める往復ハガキを出した。これらの経緯は兄弟子の笑福亭鶴光と同じである。鶴光には返事が来なかったのに対し、松鶴は倉本少年に対しては「即答できません。現在就職しておられるのですから鎭重に考へなさい。六月二十一日から大阪角座へ出演しますから休日に一度来なさい」と返信した。指示通り道頓堀角座の楽屋を訪れると、食事中の松鶴は食膳（焼き鯖）を示して「この飯食うまでにな、三年はかかるぞ」と諭した上で、親を連れてくるように伝えた。後日、父が反対していたため叔父を連れて出向き、松鶴の人柄に感服した叔父は父の説得を請け合って入門が決まる。
1972年から3代目桂米之助が主宰した「岩田寄席」に松鶴の推薦で参加し、他の参加者である桂べかこ・桂春若・桂米輔・桂米太郎とは、入門年が同じ1970年（昭和45年）だったことから「花の四十五年組」と称される。1973年12月、新世界の新花月で正式な初舞台を踏む。
1975年4月に、桂べかこ・桂春若が仲介する形で女性タレントと結婚。
1988年9月より、京都南座に隣接するそば店の「松葉」で、個人による「松葉と松葉の会」を開始した（1995年11月まで）。1992年に初の独演会「笑福亭松葉の会」を道頓堀浪花座で開催する。第1回の独演会は立ち見が出るほどの盛況だった。独演会は1995年2月まで4回開かれ、4回目は道頓堀中座に会場が移った。
1993年4月から始まった関西テレビ『やる気タイム・10』（10月より『痛快!エブリデイ』）では、先に司会に決まった桂べかこ（1993年11月に南光を襲名）の要望で相手役として起用され、知名度を高めた。こうした活躍により、将来の上方落語を背負って立つ落語家として期待をされていた。
師匠である6代目松鶴の死後、松鶴一門内での曲折（後述）を経て7代目笑福亭松鶴は松葉が襲名することに決まった。しかし、襲名決定後の1994年8月に右首にしこりを生じて手術で除去して復帰したものの、その後も入退院しながら仕事をする不安定な健康状態であった。高座は1995年12月に収録された『平成紅梅亭』で演じた「米揚げ笊」が最後となる。道頓堀中座での襲名披露公演を予定していた1996年9月22日、右頚部鰓性がんのため、大阪市立大学医学部附属病院で死去。44歳没。桂南光は『痛快!エブリデイ』の冒頭で訃報を伝え、生放送中でありながら号泣した。
死後の1996年11月17日に一門会で7代目松鶴の追贈が決まり、1997年2月9日に「襲名披露」が道頓堀中座で開かれて正式に7代目松鶴となった。歌舞伎では名跡の死後追贈はよく見られるが、上方落語家としては死後に名跡が追贈されるのは異例のことである。松葉の早すぎる死は上方落語関係者に衝撃を与えた。墓所は松鶴代々が眠る寿法寺（別名：紅葉寺）。
2002年9月に追善興行があり、2012年9月には天満天神繁昌亭で追善興行「生きてりゃ還暦〜七代目松鶴（松葉）十七回忌追善〜」が行われた。

## 人物
古典落語に熱心に取り組み、真面目な態度と落語にかける熱意、穏やかな人柄で師匠である松鶴や兄弟弟子からも一目置かれていた。
弟弟子の笑福亭鶴瓶とは親密な関係を築き、師匠の松鶴は鶴瓶を「お、お前なんか嫌いや!」と叱る横で松葉に「松っちゃん、お父さんとお呼び」と話したエピソードがある。駆け出しの頃の鶴瓶が近畿放送ラジオの「わいわいカーニバル」（司会は鶴光）で小咄コーナーを担当した折には、松葉はネタ作りに協力し、鶴光がその小咄をテレビ番組で使っているのを見ても「オレが作ったやつや」と喜んでいたという。

## 弟子
弟子に笑福亭若松がいた。若松は1994年に松葉に入門したが松葉が病に倒れてから看病に明け暮れ自身も看病疲れでうつ病を患い、1996年に年季明け間近に廃業。廃業後は社会人（鍼灸師）をしていたが2014年12月2日に同期入門であった桂文鹿、桂かい枝らの尽力で6代目松鶴の自宅を改装して造られた寄席小屋「無学」で最初で最後の初舞台を踏んだ、高座では松葉の羽織姿で生前唯一途中まで稽古を付けて貰った「東の旅・発端」を教えてもらったところまで演じた。本名は杉若 晃紀。

## 7代目松鶴襲名を巡って
上方落語界と松竹芸能における大名跡である笑福亭松鶴の跡目を巡っては、6代目の晩年以降、以下のような経緯をたどった。
松竹芸能では1986年3月から、翌年の道頓堀浪花座開場に合わせ、6代目松鶴を2代目笑福亭松翁、初代森乃福郎を3代目桂文之助、6代目の実子である5代目笑福亭枝鶴を7代目松鶴とする襲名興行が計画された。しかし、同年9月に6代目松鶴が没したことで、この構想は実現しなかった。
関係者は、改めて5代目枝鶴に7代目を継がせる計画を立てる。ところが、枝鶴はトリをつとめる予定だった浪花座での6代目追善特別興行の初日（1987年9月22日）を無断欠席する（のちに松竹芸能を解雇される）。「松鶴」の襲名は白紙になり、松鶴の名跡は当時松竹芸能の社長であった勝忠男が預かった。
6代目松鶴は、生前に総領弟子の3代目笑福亭仁鶴を7代目松鶴にという「遺言」を残していた。だが、その仁鶴は1993年12月28日の一門の忘年会において松葉に7代目を継がせる意向を示す。事前に相談なくおこなわれたこの指名は、一門に紛糾をもたらした。当時、松葉は6代目の7番弟子だった。
1994年1月14日に仁鶴は吉本興業本社で記者会見を開き、松葉が人格・落語の技量のいずれにおいても「ベター」という持論を述べるとともに、記者の質問に「ぼくの唯一のわがままです」と答えた。この答は、（他の大半の弟子が所属する）「松竹芸能への配慮」と受け止められた。
2月5日に仁鶴以外の全一門による協議により、仁鶴への7代目襲名要請を行い拒絶の場合は仁鶴に発言の撤回を求めるという決議がなされる。しかし、この決議は実行されることなく、2月26日に再度の一門の話し合いが持たれ、そこで松葉への7代目襲名が決定した。生前の松葉と仲のよかった笑福亭鶴瓶は、「ぼくの影響なんかなにもないけどね」と断った上で、松竹芸能の社長に「（7代目は）誰がえぇ?」と問われた際に素直に松葉と答えたとのちに証言している。
襲名披露興行は1996年9月21日 - 9月23日に道頓堀中座で開くことが決まる。しかし、その公演の中日に当たっていた1996年9月22日に松葉は病没した。
松葉に対して没後に7代目を「追贈」するという形が取られ、現在「笑福亭松鶴」の名跡は松竹芸能預かりとなっている。

## 音源
- ビクター落語上方篇 七代目笑福亭松鶴＜松葉＞（「馬の田楽」、「遊山船」、「鼻ねじ（隣の桜）」、「高津の富」、「蛸芝居」、「蔵丁稚」、「稽古屋」、「胴切り」を収録。全3集、2004年6月23日発売）
- 上方落語名人選 笑福亭松葉・笑福亭小松 - 珍品抱腹上方お色け噺 - （1987年にセルシーホールでの「欲の熊鷹」を収録）